# Inseparables (telenovela)
Inseparables es una telenovela colombiana producida por RCN Televisión en 1992 para el Canal A, basada en una historia original de  Martha Bossio de Martínez.

## Sinopsis
Basada en hechos reales, relata la historia de la familia Valenzuela Reyes, dueños de un emporio discográfico. La cabeza es doña Vicenta (Judy Henríquez), quien deja la compañía en manos de su hijo José Miguel (Miguel Varoni), generando una fuerte molestia entre su otra hija Carmen (Ana Mazhari), enamorada de Martín Botero (Federico Arango), esposo de la mejor amiga de su familia, Lucrecia (Consuelo Luzardo), quienes conforman una exitosa pareja.
Todos estos temas eran parte de los comentarios entre la sociedad. El escándalo mayor inicia cuando José Miguel se convierte en un playboy, dedicado a enamorar y engañar jóvenes, como a Alejandra Sanabria-Ramos (Ana Bolena Ramírez), a quien embaraza y deja en el olvido, aún con el consentimiento de su mamá, y para ajustar se relaciona con Maribel Peralta (Natalia Ramírez), una cantante provinciana dispuesta a llegar a la fama, explotando su belleza y talento.
En medio de toda esta trama hay otros personajes como Dorita Sanabria (Vicky Hernández), la tía solterona que cuida como madre de Aleja y Toño, sus amados sobrinos relacionados sentimentalmente con los hermanos José Miguel y Carmen Valenzuela Reyes, y Eugenio Calle (Luis Fernando Ardila), el mejor amigo de José Miguel, quien sufre de trastorno de doble personalidad, en la que su segunda identidad es su hermana gemela muerta llamada Azucena, una misteriosa y soberbia mujer, oculta para todos, aparentemente con un ligero problema para caminar, por eso se mantenía oculta; protegiendo en realidad la doble personalidad desatando tragedias por el amor enfermizo que siente hacia su amigo.
El desenlace entre estas familias y la relación entre la naciente cantante y el dueño de la compañía discográfica es bien conocido por la sociedad a través de los medios; especialmente por sus páginas sociales y rojas; dada la vida agitada de sus protagonistas y sus tragedias.

## Elenco
Siguiendo el orden de la entrada 

### Familia Valenzuela
- Judy Henríquez - Vicenta Reyes de Valenzuela
- Miguel Varoni - José Miguel Valenzuela
- Ana Mazhari - Carmen Valenzuela

### Familia Sanabria-Ramos
- Vicky Hernández - Dorita Ramos
- Luis Fernando Hoyos - Antonio Sanabria-Ramos
- Ana Bolena Ramírez - Alejandra Sanabria-Ramos

### Familia Botero Miró
- Consuelo Luzardo - Lucrecia Miró de Botero
- Federico Arango - Martín Botero
- Víctor Hugo Ruiz - Ricardo Botero Miró

#### Actuaciones estelares
- Natalia Ramírez como Maribel Peralta
- Luis Fernando Ardila - Eugenio Calle / Azucena Calle
- Lucy Colombia - Voz de Azucena Calle
- Virginia Innocenti - Rosa Violeta Aranjuez
- Carolina Trujillo
- Lizeth Mahecha
- Yolanda García
- Javier Sáenz
- Rosita Alonso